# Creu del Pedró de Madremanya
La Creu del Pedró de Madremanya és una creu de terme de Madremanya (Gironès) declarada Bé Cultural d'Interès Local.
Està situada al final del carrer del Pedró, al camí d'accés al veïnat del Pedró des del poble de Madremanya, just al costat de can Martí. Al costat de la creu hi ha l'antic altar de pedra, molt probablement del segle XIV o XV, des d'on antigament es beneïa el terme. La creu de terme original fou enderrocada durant la Guerra Civil i substituïda el 1939.
El basament de tres graons octogonals, el fust octogonal i el nus, són originals del segle XV. La creu llisa, de tipus llatina, és d'elaboració moderna. A l'anvers hi ha una crucifixió mentre que al revers no hi ha res. La creu original podria ser la que està guardada al magatzem del Museu d'Art de Girona amb el número de registre 001.776.